# Arkansas ArchAngels
Gli Arkansas ArchAngels sono stati una franchigia di pallacanestro della WBA, con sede a Little Rock, nell'Arkansas, attivi dal 2005 al 2006.
Nel 2005 terminarono la stagione con un record di 16-8. Nei play-off persero al secondo turno con i Gulf Coast Bandits.
Nel 2006 ebbero un record di 13-9, perdendo in semifinale con i Cartersville Warriors.

## Stagioni
| Stagione | Lega | Denominazione       | V  | P | %    | Piazzamento | Play-off      |
| -------- | ---- | ------------------- | -- | - | ---- | ----------- | ------------- |
| 2005     | WBA  | Arkansas ArchAngels | 16 | 8 | 66,7 | 2º          | Secondo turno |
| 2006     | WBA  | Arkansas ArchAngels | 13 | 9 | 61,9 | 1º          | Semifinali    |